# Смятение чувств (фильм, 1979)
«Смятение чувств» (фр. La confusion des sentiments) — фильм бельгийского режиссёра Этьен Перье, поставленный в 1979 году (дата выхода 5 июня 1981 года). Экранизация одноимённой новеллы Стефана Цвейга. Совместное производство Франции и Германии.

## Сюжет
Юноша по имени Ролан (Пьер Мале) приезжает в провинциальный немецкий городок, чтобы учиться в местном университете. Он знакомится с профессором филологии, который читает увлекательные лекции про Шекспира и литературу того времени.
Профессор (Мишель Пикколи) проникается симпатией к юноше и даже предлагает ему снять одну из комнат в доме, где живёт.
Роланд соглашается и увлечённо берётся за учёбу. Но теперь ему мешает не охота к развлечениям, как до этого в Берлине, а тайна, окружающая профессора и его семью. Этот человек ведёт себя странно: он почти не разговаривает с женой, а иногда неожиданно пропадает на несколько дней, срывая лекции. Его отношение к юному студенту тоже можно назвать странным: он то «приближает» Роланда к себе, будто уже готов посвятить его во все свои тайны, то отталкивает его так же неожиданно, как к себе приблизил.
Эти метаморфозы так мучают Ролана, что он едва не доводит себя до нервного срыва.
И вот однажды жена профессора, которую Роланд привлекает не только духовно, рассказывает о тайне своего мужа…

## В ролях
- Мишель Пикколи — профессор
- Пьер Мале — Ролан
- Гила фон Вайтершаузен — Анна

## Отличия от новеллы
Фильм «Смятение чувств» является несколько упрощённой версией новеллы Цвейга. Возможно, это связано с тем, что на экран было трудно перенести все переживания и эмоции героев, которые так богато и ярко описаны в книге. К тому же этот сюжет создатели фильма должны были «уместить» всего в полтора часа.
Есть в фильме и несколько принципиальных отличий от новеллы. Например, труд о драматургии Шекспира, который профессор надиктовывает Роланду, в книге так и остаётся неопубликованным и забытым. В фильме же Ролан в финальной сцене рассказывает, что через месяц после расставания профессор прислал ему свой опубликованный труд.